# Aíparssuaq
Aíparssuaq är en ö i Grönland (Kungariket Danmark).   Den ligger i kommunen Qaasuitsup, i den västra delen av Grönland. Arean är 1,1 kvadratkilometer.
Terrängen på Aíparssuaq är platt. Öns högsta punkt är 107 meter över havet. Den sträcker sig 1,1 kilometer i nord-sydlig riktning, och 1,5 kilometer i öst-västlig riktning. På Aíparssuaq finns endast låg växtlighet.